# 萊氏連鰭䲗
萊氏連鰭䲗（学名：Synchiropus laddi），又名高鰭連鰭䲗、老鼠、狗圻，为䲗科連鰭䲗屬下的一个种。